# 野老鹳草
野老鹳草（学名：Geranium carolinianum）为牻牛儿苗科老鹳草属的植物。分布于美洲以及中国大陆的云南、浙江、四川、山东、湖北、湖南、江苏、安徽、江西等地，生长于海拔1,000米至3,200米的地区，多生在平原及低山荒坡杂草丛中。

## 外部連結
- 老鸛草 （页面存档备份，存于） 藥用植物圖像數據庫 (香港浸會大學中醫藥學院) （中文）（英文）
- 老鸛草 中藥材圖像數據庫  (香港浸會大學中醫藥學院) （中文）（英文）